# Graham Brothers

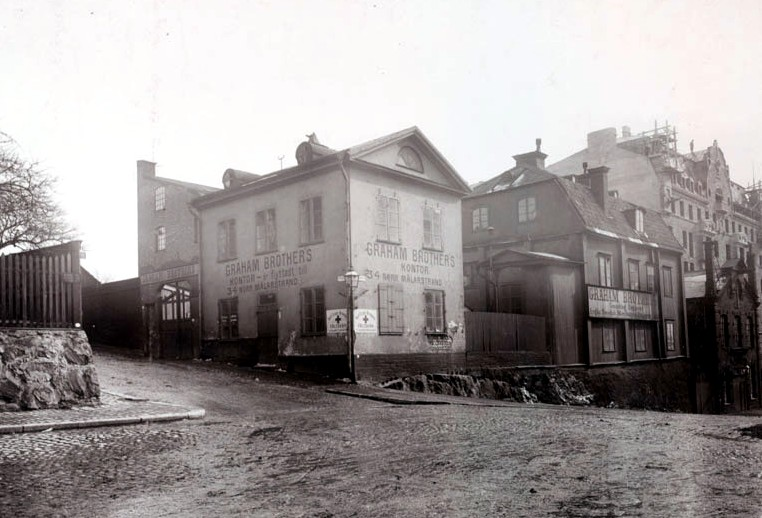
Graham Brothers fabrik vid Garvargatan/Kungsholmstorg i Stockholm, omkring 1906.

Graham Brothers var en ledande svensk hisstillverkare grundad 1860. År 1974 uppgick företaget i hissfirman KONE. Graham Brothers hade även en avdelning som under namnet Grahams Neon tillverkade neonskyltar.

## Historik

### Asbestos-varor och sågverk

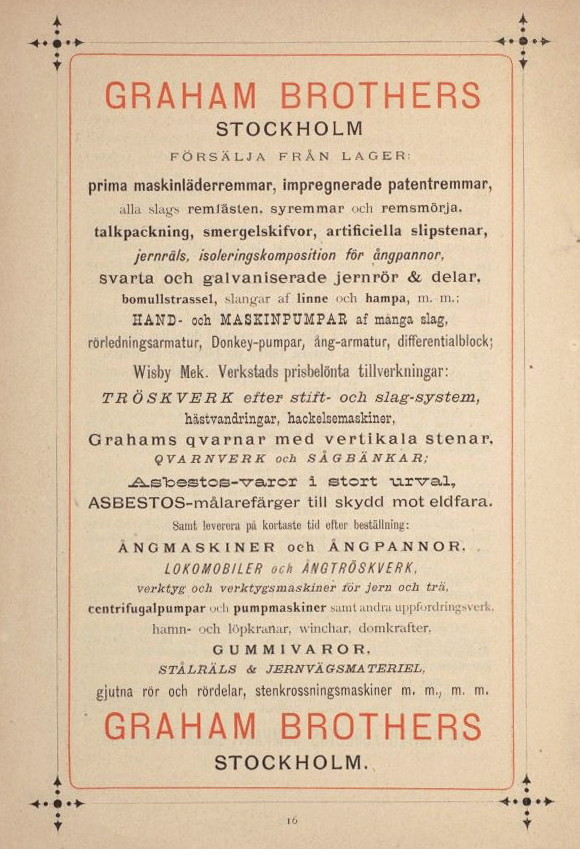
Graham Brothers produkter 1883 i broschyr med "Asbestos-varor".

Tillverkningen av hissar börjades 1887 av de två skotska bröderna Alexander och Patrick Graham. Firman Graham Brothers grundades dock redan 1860, som ett dotterbolag till familjens skotska handelshus med samma namn. Moderbolaget grundades 1822 som Thomas Graham and Sons men bytte redan 1823 namn till Graham Brothers. Alexander Graham började 1853 med timmerexport från Gotland och anlade en ångsåg vid Gullauser i Hangvars socken. Gården och sågen kom senare att döpas om till Grahamston. 1855 bosatte han sig på Gotland och 1857 flyttade även brodern Patrick till ön. Bröderna bildade 1860 den svenska firman Graham Brothers som ett dotterbolag till den skotska firman. 
År 1866 anlades även en mekanisk verkstad vid Grahamston. Den mekaniska verkstaden i Grahamston brann 1874 och verksamheten flyttades då i stället till Visby där den kom att bli Visby Mekaniska Verkstad. 1871 anlades en maskinimportfirma och verkstad även vid Garvaregatan i Stockholm och under 1870-talet kom firman att föra över allt mer av sitt fokus från Visby till den nya verkstaden i Stockholm och 1884 lades Visby Mekaniska Verkstad ned. Alexander Graham hade redan 1868 återflyttat till Storbritannien och London där han blev chef för moderbolaget Graham Brothers avdelningskontor. Patrick kom dock att bli kvar i Sverige och Stockholm fram till 1890-talet.
Redan 1883 blev firman en generalagentur för Asbestos-varor, alltså asbest. Produkten prisades i Grahams broschyr som "en underbar, naturlig och oförstörbar fiber som var känd redan av Grekerna och Romarna". I samma broschyr salufördes en lång rad produkter som maskinläderremmar, järnrör, pumpar, kvarnstenar och räls. På beställning kunde man även leverera ångmaskiner, ångpannor och lokomobiler.

### Hissar

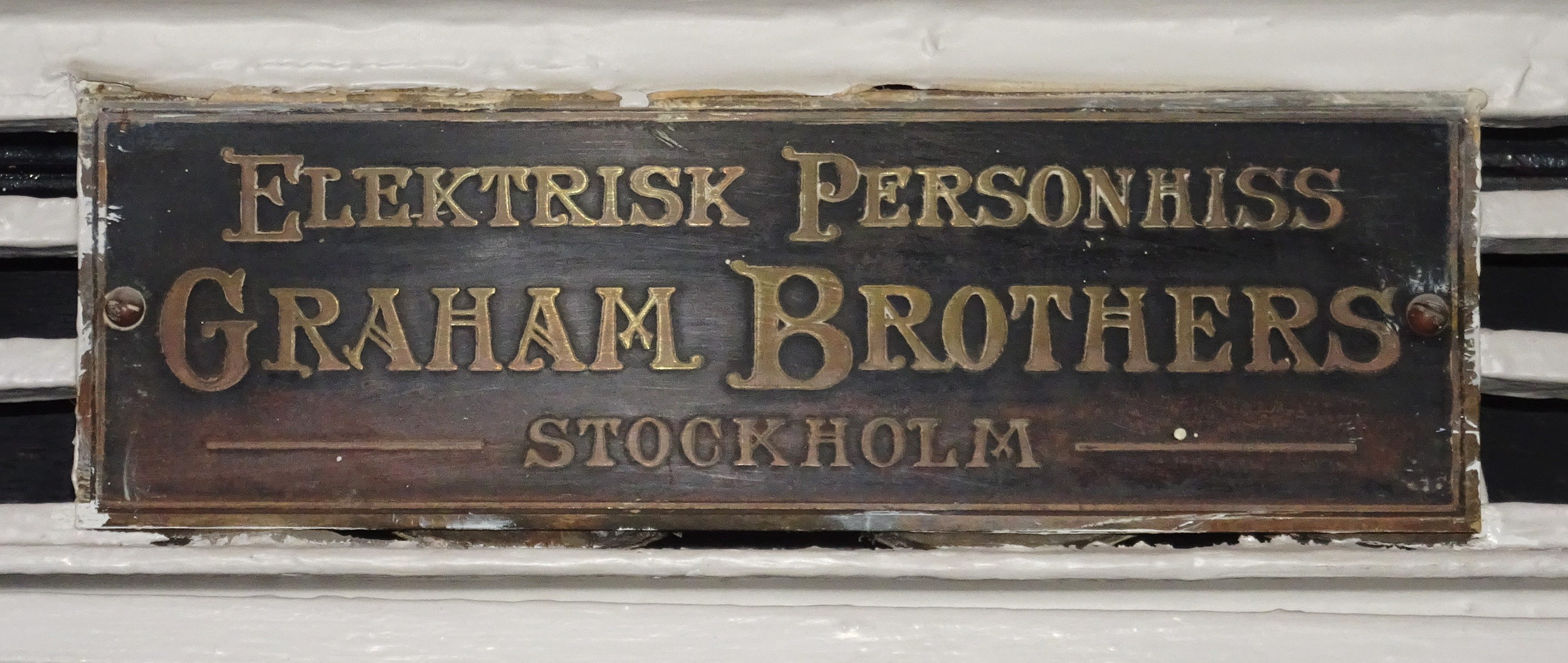
Hisskylt från 1906 i Stallmästaren 4, Narvavägen 8.

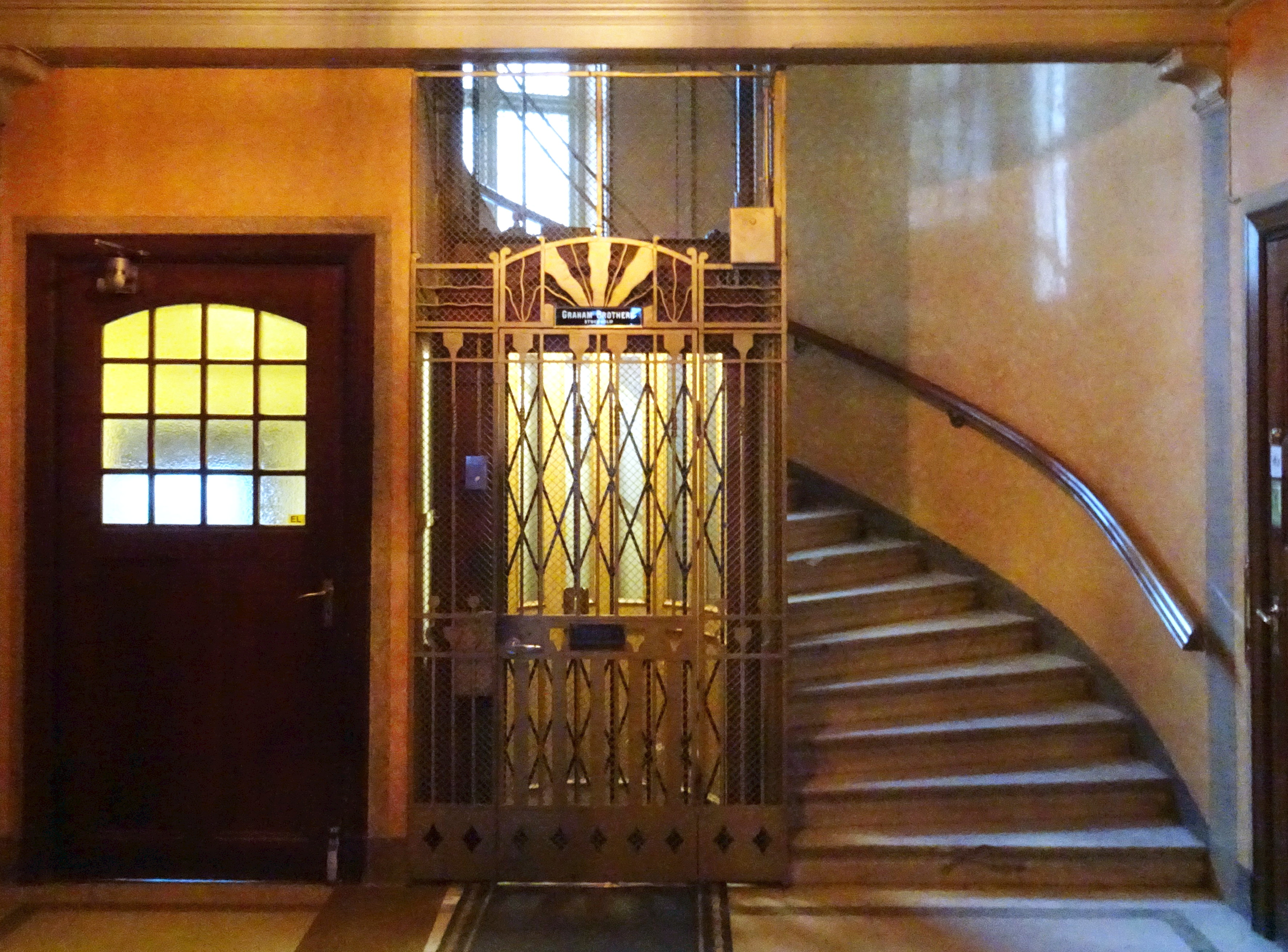
Hissen på Grevgatan 67.

Den ene av bröderna hade arbetat en tid hos en stor hisstillverkare i USA och efter dessa erfarenheter började de 1887 ägna sig åt hisstillverkning. I samband med detta flyttade de till Stockholm och öppnade verkstad vid Garvargatan 13 på Kungsholmen. En annan källa skriver att de kom i kontakt med Otis tillverkning i samband med en USA-resa. Hissarna blev en stor succé och efter några år blev deras lokaler för små. 1907 flyttades produktionen till Lilla Ursvik i Spånga (nuvarande Sundbybergs kommun). Produktionen ökade hela tiden, och de flesta hus som byggdes med hiss fick hissar tillverkade av Graham Brothers. 1936 brann fabriken. 1937 byggdes en ny fabrik som på 1950-talet kompletterades med ett högt hissprovtorn.
Graham Brothers levererade hissanläggningar till bland annat Stockholms stadshus. De 12 elektriska personhissarna i stadshuset hade, efter särskilt tillstånd från överståthållaren, en hastighet som översteg den tillåtna i staden. Företaget donerade närmare 80 000 i samband med hissleveransen.

### Nedgång
1930-talet innebar ekonomiska svårigheter i Sverige, och bolaget tvingades låna stora summor pengar. Bolaget såldes till Elektromekano som ägdes av LM Ericsson. Ericsson sålde 1948 Elektromekano med Graham Brothers till Asea. Asea hade sedan förut en egen konkurrerande hissproduktion. Man fortsatte använda varumärket Graham Brothers till 1961 då Aseas hissproduktion och Graham Brothers slogs ihop. Det nya namnet blev Asea-Graham. De flesta svenska hissar från 1960-talet är tillverkade av Asea-Graham. 1968 blev det finska bolaget Kone delägare i bolaget. Från 1972 blev hissarna märkta Kone ASEA-Graham. Sedan 1974, då Kone tog över hela bolaget, heter det KONE hissar AB.

## Grahams Neon
Graham Brothers hade under många år även tillverkning av neonskyltar under namnet Grahams Neon. En av deras skyltklassiker är Sörman-skylten från 1938, vid Sankt Eriksgatan 41 på Kungsholmen och den numera nedtagna BEA:s neonflygplan på Citypalatset. Lipton’s té-skylt var kombinerad med en stor klocka som passade bra ihop med firmans slogan "alltid tid för Lipton's té". Hela skylten bestod utöver klockan av en tekanna, tre tekoppar och text i olika typsnitt och färg. Skylten ritades 1960 av Rolf Meister hos Grahams Neon och satt på en hörnfastighet Kungsgatan/Norrlandsgatan i Stockholm. Den kom upp 1960 och togs ner i slutet av 1980-talet. Ytterligare en skyltklassiker är Tuloskylten från 1955 som vann tävlingen för Lysande skylt år 2011 och Olssons Skor-skylten, Odengatan 41 från slutet av 1940-talet eller början av 1950-talet. Grahams Neon gick sedermera upp i Philips Neon AB som i sin tur köptes upp av Focus Neon AB 1972.

### Bilder, neonreklam i urval

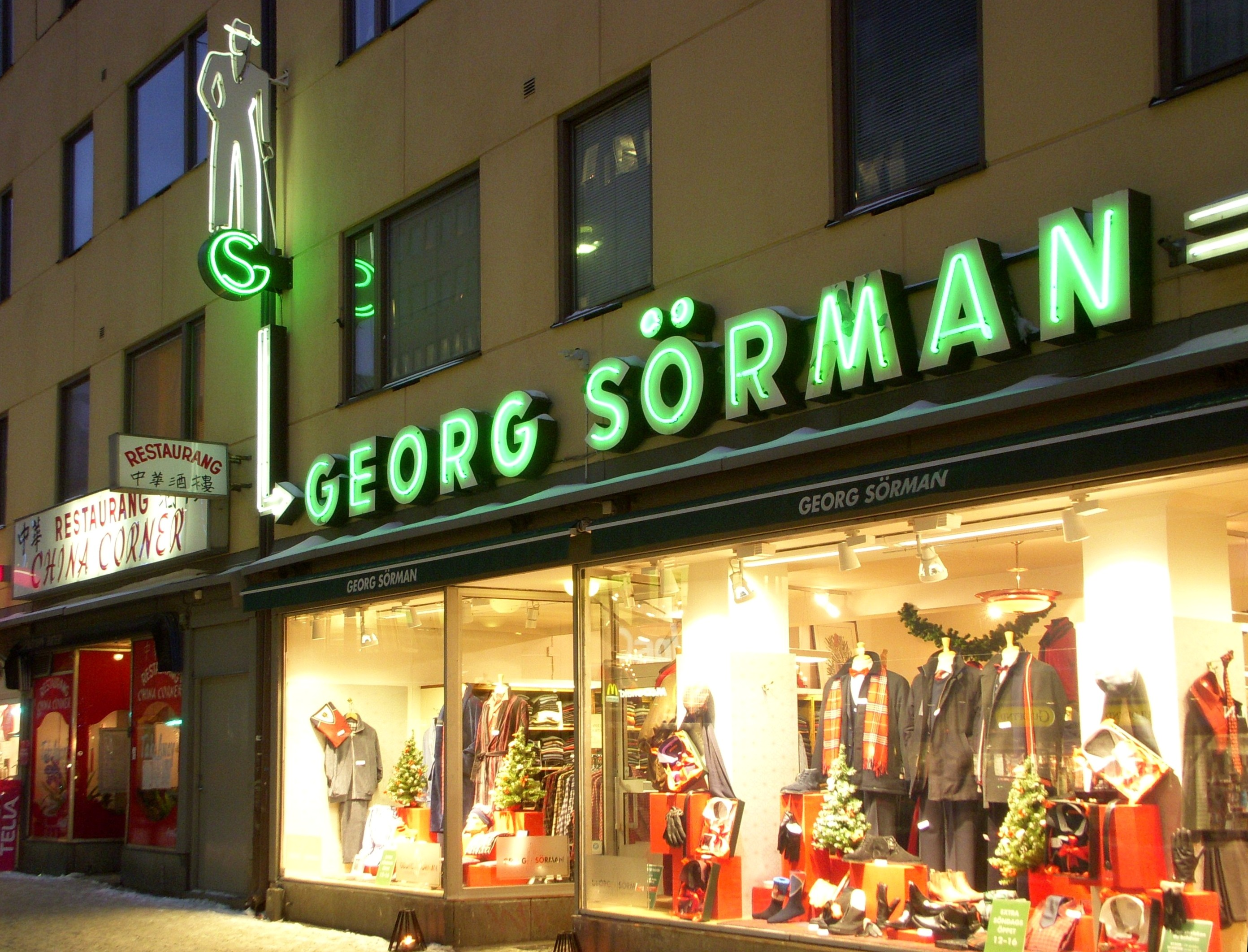
Sörman-skylten (1938)
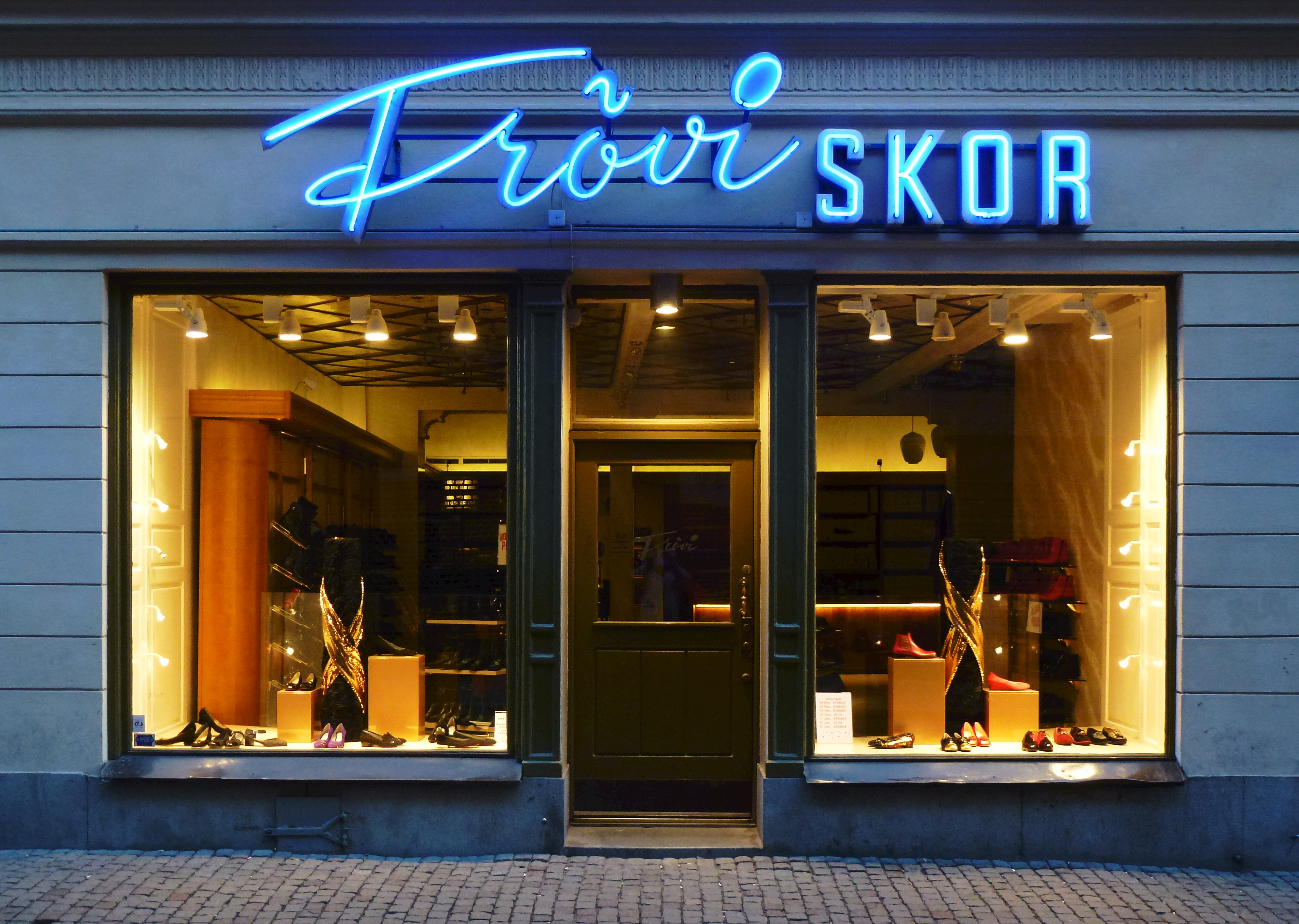
Frövi Skor-skylten (1930-tal)
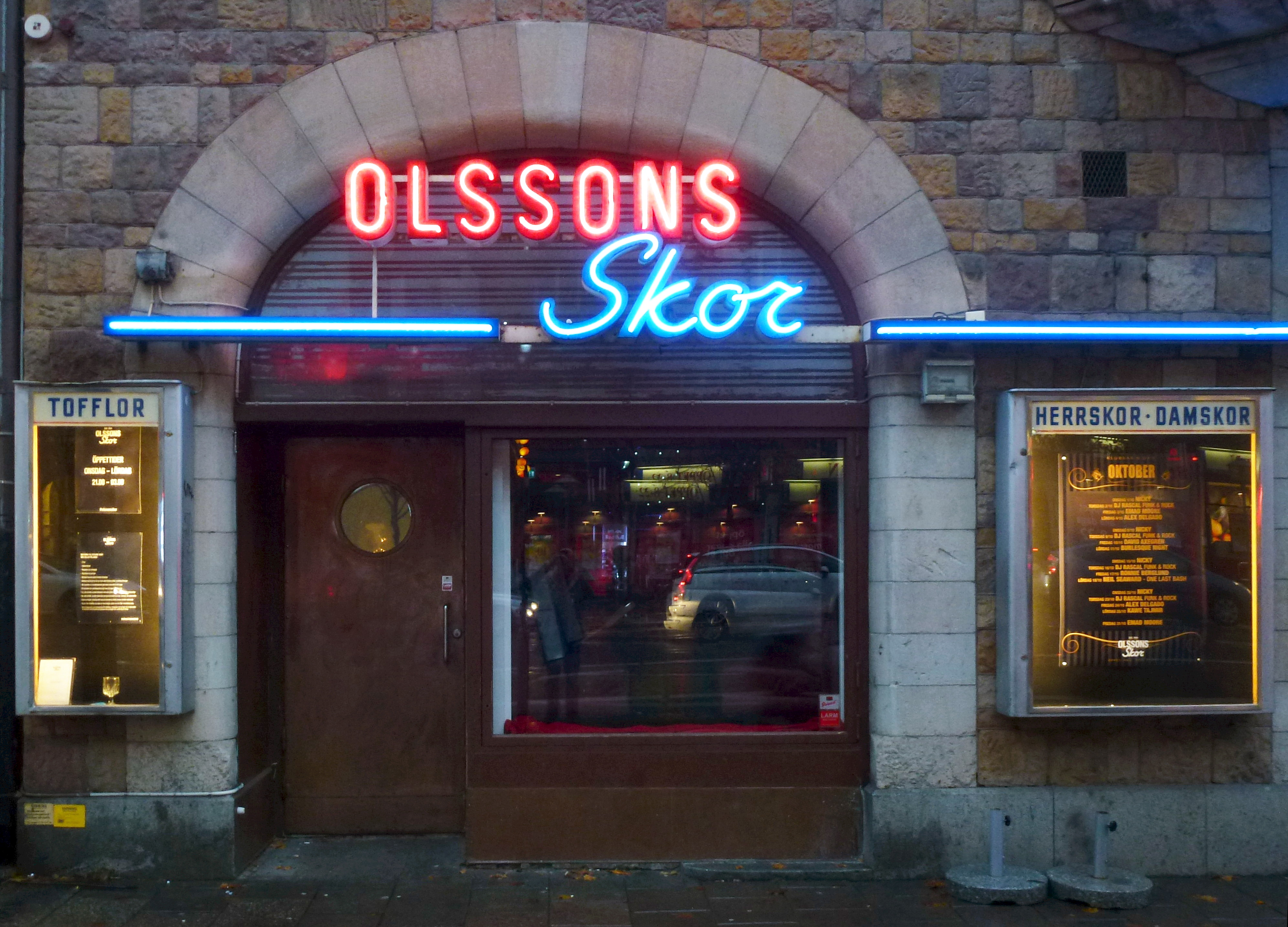
Olssons Skor-skylten (1940/1950)
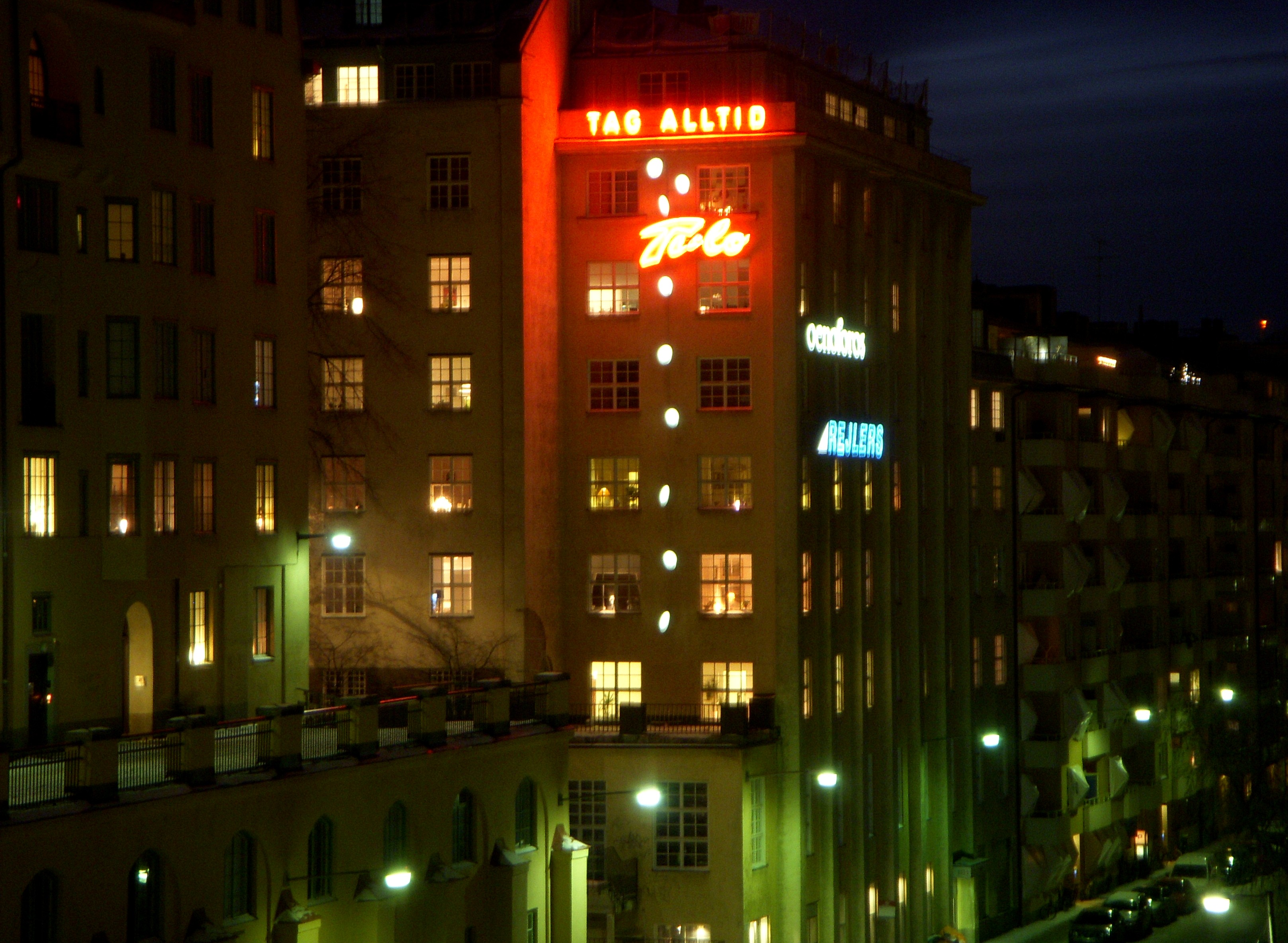
Tuloskylten (1955)